# Opera dei Pupi

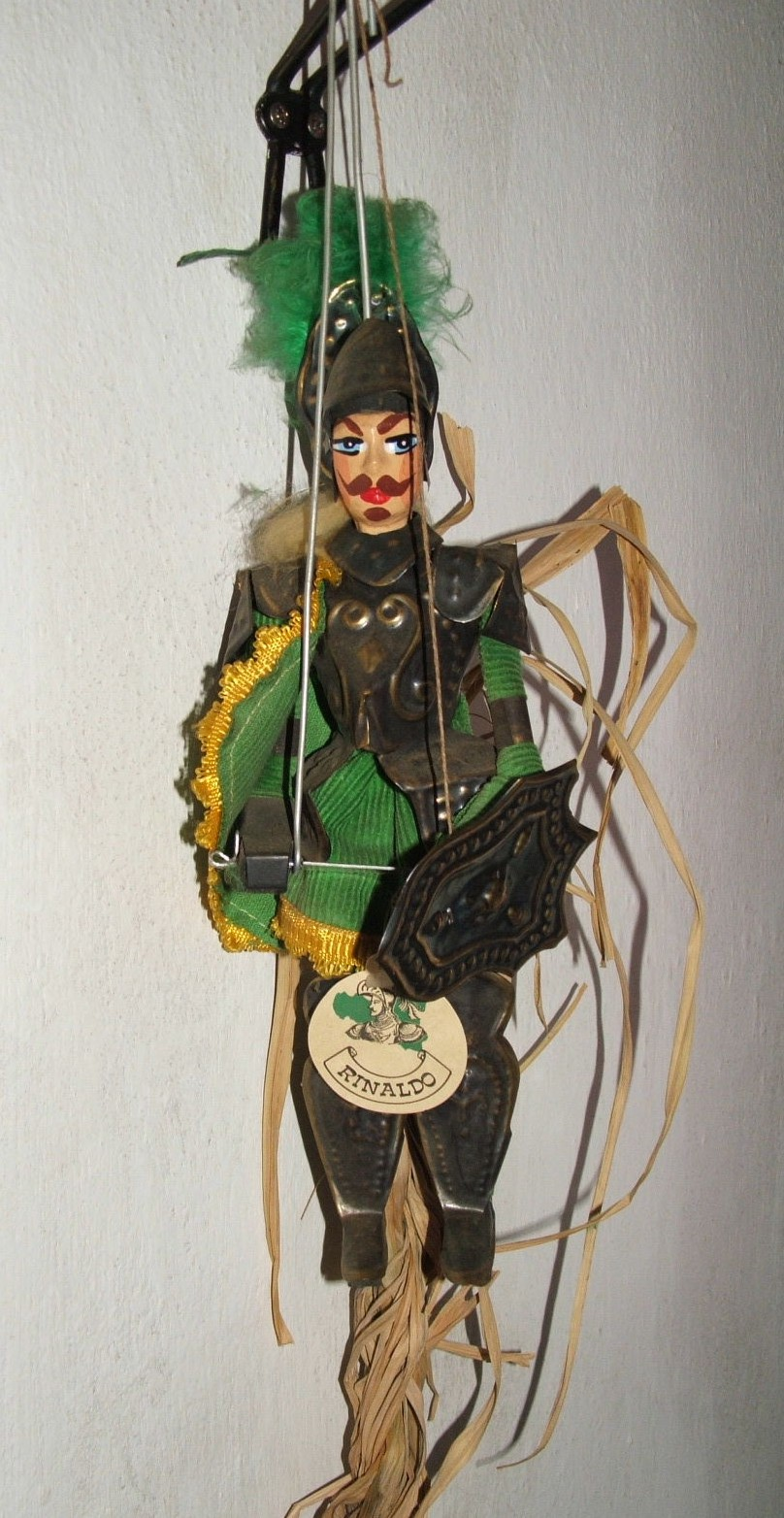
Een marionet uit het Opera dei Pupi

Opera dei Pupi is een theatervorm met marionetten uit Sicilië.
Opera dei Pupi geeft gebeurtenissen uit de Middeleeuwen weer, verhalen rondom Don Quichot, Karel de Grote, Orlando Furioso en het Roelantslied worden opgevoerd. Er wordt een draaiorgel gebruikt voor de muzikale ondersteuning.
De houten poppen zijn met de hand gemaakt en tot 150 centimeter groot, ze wegen tot zo'n 20 kilo.
Opera dei Pupi staat sinds 2001 op de Lijst van Meesterwerken van het Orale en Immateriële Erfgoed van de Mensheid.